# Dorpswebsite
Een dorpswebsite is een website die in het teken staat van een bepaald dorp of deelgemeente. Op welke manier een dorp vertegenwoordigd is of welke onderliggende doelen of functies de dorpswebsite heeft, is volledig afhankelijk van de webmaster of redactie ervan.
Het ontstaan van dorpswebsites hangt samen met het feit dat internet de traditionele media op het gebied van informatie- en nieuwsverspreiding vervangen of aangevuld heeft. Dorpswebsites nemen veelal de functies over die dorpskranten jarenlang vervuld hebben.
Dorpswebsites vervullen een andere functie dan officiële gemeentelijke websites. De websites geven een dorp een eigen identiteit, iets waar gemeenten door vele gemeentelijke herindelingen vaak niet meer in voorzien. Gemeentelijke websites met officiële overheidsinformatie en dorpswebsites die vaak opiniërend zijn vullen elkaar doorgaans aan.

## Dorpswebsites in België en Nederland
Het fenomeen dorpswebsites komt veel in Nederland en België voor. Bepaalde provincies - onder andere Friesland in Nederland en Limburg (België) in België - zetten de dorpswebsites in de schijnwerpers. Succesverhalen van dorpswebsites duiken ook vaker terug op in de pers. Zo verdienden de Vlaamse dorpen Adegem en Bolderberg met hun dorpswebsite ondertussen al artikelruimte in belangrijke Vlaamse kranten. In Nederland is een actieve dorpswebsite in het dorp Sleen in Drenthe. 

## Inhoud
Vaak brengen dorpswebsites nieuws, een kalender, een fotoboek en een gastenboek. Regelmatig wordt aandacht gegeven aan verenigingen, ondernemers, plaatselijke (dorps)raden, bekende inwoners en plaatselijk dialect.